# Zimowa Uniwersjada 1987

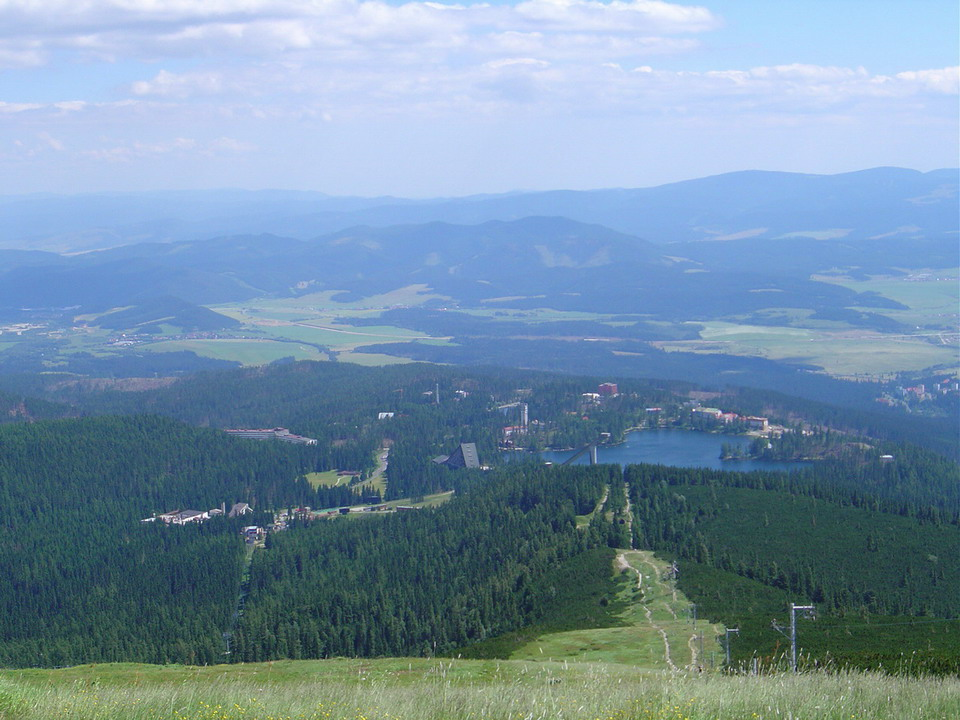
Szczyrbskie Jezioro leży u podnóża Tatr

13. Zimowa Uniwersjada – międzynarodowe zawody sportowców-studentów, które odbyły się w czechosłowackiej miejscowości Szczyrbskie Jezioro. Impreza została zorganizowana między 21 a 28 lutego 1987 roku. Nad organizacją zawodów czuwała Fédération Internationale du Sport Universitaire. 

## Polskie medale
Reprezentanci Polski zdobyli 1 medal. Wynik ten dał polskiej drużynie 12. miejsce w klasyfikacji medalowej.

### Brąz
- Katarzyna Popieluch, Zofia Topór-Huciańska i Michalina Maciuszek – narciarstwo klasyczne, sztafeta 3 x 5 km

## Klasyfikacja medalowa
| Klasyfikacja medalowa | Klasyfikacja medalowa | Klasyfikacja medalowa | Klasyfikacja medalowa | Klasyfikacja medalowa | Klasyfikacja medalowa |
| --------------------- | --------------------- | --------------------- | --------------------- | --------------------- | --------------------- |
| Miejsce               | Reprezentacja         | Złoto                 | Srebro                | Brąz                  | Razem                 |
| 1                     | Czechosłowacja        | 17                    | 7                     | 5                     | 29                    |
| 2                     | ZSRR                  | 6                     | 8                     | 4                     | 18                    |
| 3                     | Austria               | 1                     | 2                     | 0                     | 3                     |
| 4                     | Bułgaria              | 1                     | 2                     | 0                     | 3                     |
| 5                     | Jugosławia            | 0                     | 1                     | 6                     | 7                     |
| 6                     | Stany Zjednoczone     | 0                     | 1                     | 6                     | 7                     |
| 7                     | NRD                   | 0                     | 1                     | 2                     | 3                     |
| 8                     | Szwajcaria            | 0                     | 1                     | 1                     | 2                     |
| 9                     | Włochy                | 0                     | 1                     | 0                     | 1                     |
| 10                    | Japonia               | 0                     | 1                     | 0                     | 1                     |
| 11                    | Kanada                | 0                     | 0                     | 1                     | 1                     |
| 12                    | Polska                | 0                     | 0                     | 1                     | 1                     |